# 昂托納貢鎮區 (密歇根州)
昂托納貢鎮區（英語：Ontonagon Township）是位於美國密歇根州昂托納貢縣的一個行政鎮區。

## 地方資料
昂托納貢鎮區的面積為501.40平方千米，當中陸地面積為499.60平方千米，而水域面積為1.80平方千米。根據2020年美國人口普查的數據，當地共有人口2253人，而人口密度為每平方千米4.49人。